# 西千住站
西千住站（日语：／*/?）是位於東京都足立區千住綠町，京成電鐵的本線車站（廢站）。

## 概要
此站是位於京成本線町屋站至千住大橋站之間。
在東京都足立區千住綠町一帶，曾經使用京成電氣軌道時代，日暮里站至上野公園駅之間之隧道工程中掘出的泥土，把隅田川的河邊進行填海，把填海區建設住宅區。為了方便這個地區的人士，於1935年開設西千住站。但是由於車站鄰近千住大橋站，加上在戰時被指定為不要不急站，車站於1943年暫停營業，更於1947年被廢除。
車站現時位於千住警署千住綠町交番遺址（該交番於2015年遷移）。

## 歷史
- 1935年（昭和10年）6月1日 - 車站啟用。
- 1943年（昭和18年）10月 - 車站暫停服務。
- 1947年（昭和22年）2月28日 - 車站廢除。

## 相鄰車站
以下公司、路線和車站名稱都是取自截至車站廢除一刻。
京成電鐵
本線
町屋－西千住－千住大橋

## 注腳
1. ↑  《京成の駅 今昔・昭和の面影》JTB出版，2014年，p.46

## 外部連結
- 四處探訪東京廢站 2 （页面存档备份，存于）（日語）